# 納帕克區
納帕克區是非洲中部國家烏干達的111個區之一，由北部區負責管轄，首府是納帕克，海拔高度1,500米，距離莫羅托約80公里，2002年人口估計為112,700。

## 外部連結
- Napak District Information Portal （页面存档备份，存于）

02°12′N 34°18′E / 2.200°N 34.300°E